# Cardiologia

Diagrama del cor (dalt) i indicador d'ECG (a sota)

La cardiologia és la branca de la medicina que s'ocupa de les afeccions del cor i de l'aparell circulatori. S'inclou dins de les especialitats mèdiques, és a dir, no abasta la cirurgia, encara i quan moltes de les afeccions cardíaques són d'abast quirúrgic, per la qual cosa un equip de cardiòlegs normalment està integrat per un cardiòleg, un cirurgià cardiovascular i fisiatre, integrant a més a més per altres especialitats quan el terreny del pacient ho requereix. A l'estat espanyol, per a ser cardiòleg cal llicenciar-se en medicina i després cursar l'especialització de cardiologia.

## Disciplines
Igual que en altres especialitats de la medicina, la cardiologia és una de les que més ha evolucionat en les darreres dècades, fonamentalment amb importants avenços tecnològics en els camps de l'electrònica i la medicina nuclear, entre d'altres.
Això ha comportat la creació de subespecialitats dins de la cardiologia, entre les quals podem reconèixer:
- Cardiologia no invasiva
  - Electrocardiograma
    - Convencional
    - Monitoratge continuat de 24 hores (Test de Holter).
    - Prova d'esforç (ergometria)
      - Convencionals
      - Sensibilitzades amb fàrmacs
      - Amb medicina nuclear

  - Monitoratge de la pressió arterial (MAPA)

- Cardiologia invasiva
  - Cateterisme cardíac
  - Angioplàstia transluminal percutània
  - Electrofisiologia cardíaca
    - Implantació de marcapassos
    - Ablació transcatèter de focus d'arrítmia.
    - Estudi electrofisiològic.

## Trastorns cardíacs
La cardiologia es preocupa per la funcionalitat normal del cor i la desviació d'un cor sa. Molts trastorns afecten el cor mateix, però alguns es troben fora del cor i del sistema vascular. Els dos junts s'anomenen sistema cardiovascular i les malalties d'una part solen afectar-ne l'altra.

### Hipertensió
La hipertensió, també coneguda com a "pressió arterial alta", és una malaltia crònica en què la pressió arterial a les artèries és elevada de manera persistent. La pressió arterial alta normalment no té símptomes. La pressió arterial alta crònica, però, és un factor de risc important per a les malalties de les artèries coronàries, l'ictus, la insuficiència cardíaca, les malalties vasculars perifèriques, la pèrdua de visió i les malalties renals cròniques.
Els factors de l'estil de vida poden augmentar el risc d'hipertensió. Aquests inclouen l'excés de sal a la dieta, l'excés de pes corporal, el tabaquisme i l'alcohol. La hipertensió també pot ser causada per altres malalties o com a efecte secundari dels medicaments.
La pressió arterial s'expressa mitjançant dues mesures, la pressió sistòlica i la diastòlica, que són les pressions màxima i mínima, respectivament. La pressió arterial normal en repòs es troba entre 100 i 140 mil·límetres de mercuri (mmHg) sistòlica i entre 60-90 mmHg la diastòlica. La pressió arterial alta és present si la pressió arterial en repòs és persistent a 140/90 mmHg o per sobre de la majoria dels adults. S'apliquen xifres diferents per als nens. La supervisió de la pressió arterial ambulatòria durant un període de 24 hores sembla més precisa que la millor mesura de la pressió arterial de l'oficina.
Els canvis en l'estil de vida i els medicaments poden reduir la pressió arterial i disminuir el risc de complicacions per a la salut. Els canvis en l'estil de vida inclouen pèrdua de pes, disminució de la ingesta de sal, exercici físic i una dieta saludable. Si els canvis en l'estil de vida no són suficients, s'utilitzen medicaments per a la pressió arterial. Fins a tres medicaments poden controlar la pressió arterial en el 90% de les persones. El tractament de la pressió arterial alta moderada a greu (definida com > 160/100 mmHg) amb medicaments s'associa amb una esperança de vida millorada i una morbiditat reduïda. L'efecte del tractament de la pressió arterial entre 140/90 mmHg i 160/100 mmHg és menys clar, amb algunes ressenyes que troben beneficis i d'altres que troben una manca d'evidència del benefici. La pressió arterial alta afecta entre el 16 i el 37% de la població a escala mundial. El 2010 es creia que la hipertensió era un factor del 18% (9,4 milions) de morts.
Arrítmia cardíaca
L'aturada cardíaca és una aturada sobtada del flux sanguini eficaç a causa del fracàs del cor en la contracció efectiva. Els símptomes inclouen la pèrdua de consciència i la respiració anormal o absent. Algunes persones poden tenir dolor al pit, dificultat per respirar o nàusees abans que això passi. Si no es tracta en qüestió de minuts, normalment es produeix la mort.

#### Hipertensió arterial essencial vs secundària
La hipertensió essencial és la forma d'hipertensió que per definició no té cap causa identificable. És el tipus d'hipertensió més freqüent, que afecta el 95% dels pacients hipertensos, tendeix a ser familiar i és probable que sigui la conseqüència d'una interacció entre factors genètics i ambientals. La prevalença de la hipertensió essencial augmenta amb l'edat i els individus amb pressió arterial relativament alta en edats més joves tenen un major risc per al desenvolupament posterior de la hipertensió. La hipertensió pot augmentar el risc d'esdeveniments cerebrals, cardíacs i renals.
La hipertensió secundària és un tipus d'hipertensió motivada per una causa secundària subjacent identificable. És molt menys freqüent que la hipertensió essencial, i afecta només el 5% dels pacients hipertensos. Té moltes causes diferents, incloent-hi malalties endocrines, malalties renals i tumors. També pot ser un efecte secundari de molts medicaments.

#### Complicacions de la hipertensió

Principals complicacions de la hipertensió arterial persistent

Les complicacions de la hipertensió són resultats clínics que resulten de l'elevació persistent de la pressió arterial. La hipertensió és un factor de risc per a totes les manifestacions clíniques de l'ateroesclerosi, ja que és un factor de risc per a l'ateroesclerosi. És un factor predisposant independent per a insuficiència cardíaca, malaltia coronària, ictus, malaltia renal, i malaltia arterial perifèrica. És el factor de risc més important de morbiditat i mortalitat cardiovascular als països industrialitzats.
L'arrítmia cardíaca, també coneguda com a "disrítmia cardíaca" o "batec cardíac irregular", és un grup de condicions en què el batec cardíac és o massa ràpid o massa lent. Una freqüència cardíaca massa ràpida (superior als 100 batecs per minut en adults) s'anomena taquicàrdia i una freqüència cardíaca massa lenta (per sota dels 60 batecs per minut) s'anomena bradicàrdia. Molts tipus d'arrítmia no tenen símptomes. Quan hi ha símptomes, aquests poden incloure palpitacions o sentir una pausa entre els batecs del cor. Més seriosament, pot haver-hi marejos, desmais, dificultat per respirar o dolor al pit. Tot i que la majoria dels tipus d'arrítmia no són greus, alguns predisposen a una persona a complicacions com l'ictus o la insuficiència cardíaca. Altres poden provocar una aturada cardíaca.
Hi ha quatre tipus principals d'arrítmies: batecs addicionals, taquicàrdies supraventriculars, arrítmies ventriculars i bradiarítmies. Els batecs addicionals inclouen contraccions auriculars prematures, contraccions ventriculars prematures i contraccions juncionals prematures. Les taquicàrdies supraventriculars inclouen fibril·lació auricular, aleteig auricular i taquicàrdia paroxística supraventricular. Les arrítmies ventriculars inclouen fibril·lació ventricular i taquicàrdia ventricular. Les arrítmies es deuen a problemes amb el sistema de conducció elèctrica del cor. Es poden produir arrítmies en nens; no obstant això, el rang normal de la freqüència cardíaca és diferent i depèn de l'edat. Hi ha diverses proves que poden ajudar-ne al diagnòstic, inclosos un electrocardiograma (ECG) i un monitor Holter.
La majoria d'arrítmies es poden tractar eficaçment. Els tractaments poden incloure medicaments, procediments mèdics com un marcapassos, i cirurgia. Els medicaments per a una freqüència cardíaca ràpida poden incloure blocador d'adrenoreceptors beta o agents que intenten restablir un ritme cardíac normal, com la procaïnamida. Aquest grup posterior pot tenir efectes secundaris més significatius, especialment si es pren durant un llarg període. Els marcapassos s'utilitzen sovint per al ritme cardíac lent. Les persones amb un batec cardíac irregular sovint es tracten amb anticoagulants per reduir el risc de complicacions. Aquells que presenten símptomes greus d'una arrítmia poden rebre tractament urgent amb una sacsejada d'electricitat en forma de cardioversió o desfibril·lació.
L'arrítmia afecta milions de persones. A Europa i Amèrica del Nord, a partir del 2014, la fibril·lació auricular afecta entre el 2% i el 3% de la població. La fibril·lació auricular i l'aleteig auricular van provocar 112.000 morts el 2013, enfront de 29.000 el 1990. La mort cardíaca sobtada és la causa d'aproximadament la meitat de les morts per malalties cardiovasculars o aproximadament el 15% de totes les morts a nivell mundial. Aproximadament el 80% de la mort sobtada cardíaca és el resultat d'arrítmies ventriculars. Les arrítmies poden aparèixer a qualsevol edat, però són més freqüents entre les persones grans.

### Malaltia de l'artèria coronària
La malaltia de l'artèria coronària, també coneguda com a "cardiopatia isquèmica", és un grup de malalties que inclou: angina de pit, angina inestable i infart de miocardi, i és una de les causes d'aturada cardiorespiratòria. Es troba dins del grup de malalties cardiovasculars, del qual és el tipus més freqüent. Un símptoma comú n'és el dolor o molèsties toràciques que poden viatjar a l'espatlla, el braç, l'esquena, el coll o la mandíbula. De vegades, pot semblar ardor d'estómac. Normalment els símptomes es produeixen amb exercici o estrès emocional, duren menys d'uns minuts i milloren amb el descans. També es pot produir falta d'alè i, de vegades, no hi ha símptomes. El primer signe n'és ocasionalment un atac de cor. Altres complicacions inclouen insuficiència cardíaca o arrítmia.
Els factors de risc n'inclouen: hipertensió arterial, tabaquisme, diabetis, manca d'exercici físic, obesitat, colesterol alt en la sang, mala alimentació i excés d'alcohol, entre d'altres. Altres riscos n'inclouen la depressió. El mecanisme subjacent implica l'ateroesclerosi de les artèries del cor. Hi ha diverses proves que poden ajudar a diagnosticar-la: electrocardiograma, proves d'estrès cardíac, angiografia tomogràfica coronària i angiografia coronària, entre d'altres.
La prevenció consisteix a fer una dieta sana, fer exercici regularment, mantenir un pes saludable i no fumar. De vegades també s'utilitzen medicaments per a la diabetis, el colesterol alt o la pressió arterial alta. Hi ha proves limitades sobre la detecció de persones amb un risc baix i que no presenten símptomes. El tractament implica les mateixes mesures que la prevenció. Es poden recomanar medicaments addicionals, com ara antiagregant plaquetari, o aspirina, bloquejadors beta o nitroglicerina. Es poden utilitzar procediments com la intervenció coronària percutània (PCI) o la cirurgia de derivació de l'artèria coronària (CABG) en malalties greus. En aquells amb CAD estable, no és clar si PCI o CABG, a més dels altres tractaments, milloren l'esperança de vida o disminueixen el risc d'infart.
El 2013, la CAD va ser la causa de mort més freqüent a escala mundial, que va provocar 8,14 milions de morts (16,8%), enfront dels 5,74 milions de morts (12%) del 1990. El risc de mort per CAD per a una edat determinada ha disminuït entre 1980 i 2010, especialment als països desenvolupats. El nombre de casos de CAD per a una edat determinada també ha disminuït entre el 1990 i el 2010. Als Estats Units, el 2010, aproximadament el 20% dels majors de 65 anys tenien CAD, mentre que era present en el 7% dels 45 a 64 anys i l'1,3% dels 18 a 45 anys. Les taxes són més altes entre els homes que en les dones d'una determinada edat.

### Aturada cardíaca
La causa més freqüent d'aturada cardíaca és la malaltia de les artèries coronàries. Les causes menys freqüents inclouen pèrdues de sang importants, manca d'oxigen, potassi molt baix, insuficiència cardíaca i exercici físic intens. Una sèrie de trastorns heretats també poden augmentar-ne el risc, inclosa la síndrome QT llarga. El ritme cardíac inicial sol ser la fibril·lació ventricular. El diagnòstic es confirma perquè no se'n troba pols. Tot i que una aturada cardíaca pot ser causada per un atac de cor o una insuficiència cardíaca, aquests no són iguals.
La prevenció inclou no fumar, fer activitat física i mantenir un pes saludable. El tractament per a una aturada cardíaca és la reanimació cardiopulmonar immediata (RCP) i, si hi ha un ritme impactant, la desfibril·lació. Entre els que sobreviuen, la gestió específica de la temperatura pot millorar-ne els resultats. Es pot col·locar un desfibril·lador cardíac implantat per reduir la possibilitat de mort per recurrència.
Als Estats Units, l'aturada cardíaca fora de l'hospital es produeix en aproximadament 13 per cada 10.000 persones a l'any (326.000 casos). A l'hospital es produeix una aturada cardíaca en 209.000 addicionals. L'aturada cardíaca es fa més freqüent amb l'edat. Afecta els homes més sovint que les dones. El percentatge de persones que hi sobreviuen amb tractament és d'aproximadament un 8%. Molts dels que sobreviuen tenen una discapacitat important. Tanmateix, molts programes de televisió nord-americans han representat taxes de supervivència irrealment altes, del 67%.

### Defectes cardíacs congènits
Una cardiopatia congènita, també coneguda com a "anomalia cardíaca congènita" o "malaltia cardíaca congènita", és un problema en l'estructura del cor present en el naixement. Els signes i símptomes depenen del tipus específic de problema. Els símptomes poden variar de no haver-n'hi cap a ser un perill per a la vida. Quan són presents, poden incloure una respiració ràpida, pell blavosa, pes baix i sensació de cansament. No causa dolor al pit. La majoria dels problemes cardíacs congènits no es produeixen amb altres malalties. Entre les complicacions que poden resultar de defectes cardíacs hi ha la insuficiència cardíaca.
Sovint es desconeix la causa d'un defecte cardíac congènit. Alguns casos poden ser deguts a infeccions durant l'embaràs, com ara la rubèola, l'ús de certs medicaments o drogues com l'alcohol o el tabac, la relació dels pares o el mal estat nutricional o l'obesitat de la mare. Tenir un pare amb un defecte cardíac congènit també és un factor de risc. Hi ha diverses afeccions genètiques associades a defectes cardíacs, incloses la síndrome de Down, la síndrome de Turner i la síndrome de Marfan. Els defectes cardíacs congènits es divideixen en dos grups principals: cardiopatia congènita cianòtica i defectes cardíacs no cianòtics, en funció de si el nen té el potencial de tornar-se de color blavós. Els problemes poden implicar les parets interiors del cor, les vàlvules cardíaques o els grans vasos sanguinis que van cap al cor i venen del cor.
Els defectes congènits del cor són parcialment prevenibles mitjançant la vacunació contra la rubèola, l'addició de iode a la sal i l'addició d'àcid fòlic a determinats productes alimentaris. Alguns defectes no necessiten tractament. Altres se'n poden tractar eficaçment amb procediments basats en catèters o cirurgia cardíaca. De vegades, pot ser que siguin necessàries diverses operacions. De vegades cal un trasplantament de cor. Amb resultats de tractament adequats, fins i tot amb problemes complexos, generalment són bons.
Els defectes de cor són els més comuns defectes de naixement. El 2013 eren presents en 34,3 milions de persones a escala mundial. Afecten entre 4 i 75 per cada 1.000 naixements vius en funció de com es diagnostiqui. Aproximadament de 6 a 19 per 1.000 ocasionen un grau moderat a greu de problemes. Els defectes congènits del cor són la principal causa de morts relacionades amb defectes de naixement. El 2013 van resultar en 323.000 morts per sota de les 366.000 morts del 1990.

## Proves diagnòstiques
- Anàlisi de sang.
- Ecocardiograma.
- Mesurament de la tensió cardíaca.
- Electrocardiograma (ECG).
- Estudi electrofisiològic.

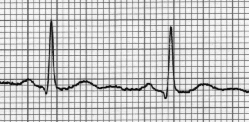
ECG

- Mesurament de la tensió (amb un esfigmomanòmetre).
- Enzims cardíacs.
- Cateterisme cardíac.

## Cardiòlegs
- Antoni Bayés de Luna
- Emili Rodríguez-Bernabeu
- Francesc Torrent i Guasp